# النعاعسة ازغار (أزغار)
النعاعسة ازغار هي إحدى مشيخات المملكة المغربية، تتبع جغرافيا لإقليم سيدي سليمان وإداريًا لأزغار. يقدر عدد سكانها بـ 5298 نسمة حسب الإحصاء الرسمي للسكان والسكنى لسنة 2004.